# الأرنوب المقدام
الأرنوب المقدام (بالإنجليزية: Bucky O'Hare and the Toad Wars)‏ هو مسلسل رسوم متحركة أمريكية وفرنسية، بث لأول مرة في عام 1991 في الولايات المتحدة، وفي عام 1992 في المملكة المتحدة.

## أغنية المقدمة العربية
| الأرنوب المقدام | {{{1}}} | الأرنوب المقدام |

## روابط خارجية
- الأرنوب المقدام على موقع IMDb (الإنجليزية)
- الأرنوب المقدام على موقع فيلمافينيتي (الإسبانية)
- الأرنوب المقدام على موقع كينوبويسك (الروسية)
- الأرنوب المقدام على موقع ألو سيني (الفرنسية)
- الأرنوب المقدام على موقع قاعدة بيانات الفيلم (الإنجليزية)